# 能登島交通
能登島交通株式会社（のとじまこうつう）は、石川県七尾市能登島に本社を置くバス事業者である。

## 概要
1967年（昭和42年）、能登島町・能登島町農協・能登商船・島内の全集落が出資して「能登島バス運輸（のとじまバスうんゆ）」の名称で第三セクター方式により会社設立し、翌1968年（昭和43年）5月13日に運行を開始。
長く能登島における交通の柱であったが、1982年（昭和57年）4月3日の能登島大橋の開通により和倉温泉・七尾駅へ乗り入れるようになったが、この際には北陸鉄道との協定により、七尾駅－大橋駐車場間はクローズドドアシステムを採用していた。なお、クローズドドアシステムは七尾バスの撤退（後述）に伴い、2002年（平成14年）4月1日に廃止されている。

## 路線
曲線
能登総合病院 - 七尾駅前 - 国立七尾病院前 - 和倉駅前 - 観光会館前 - 和倉温泉 - 大橋駐車場 - 波止場 - 本佐波 - 久美 - マリンパーク・島の湯 - 向田宮ノ前 - ガラス美術館前 - 曲入口 - 曲漁港前・のとじま臨海公園
- 同社の幹線路線である。大橋駐車場で南線、向田宮ノ前で祖母ヶ浦（ばがうら）線と乗り換えできるようになっている。
- 1988年（昭和63年）1月24日からは北陸鉄道（その後七尾バス）と共同運行していたが、2002年3月31日限りで七尾バスが撤退し、能登島交通の単独運行となった。

祖母ヶ浦線
向田宮ノ前 - 長崎 - えのめ - 八ヶ崎 - 祖母ヶ浦
南線
大橋駐車場 - ビハーラの里前 - 田尻・久木 - 南 - マリンパーク・島の湯

## 車両
全車日野車を使用している。
乗合バスはトップドアの大型ツーステップ1台・大型ワンステップ2台・中型ノンステップ車3台・小型ワンステップ車1台を使用している。なお、同社では前乗り後払いの乗車方式を採用しており、中扉は使用していない。